# Cserhágó
Cserhágó (románul: Cirhagău), falu Romániában, Maros megyében.

## Története
Mezőméhes község része. A trianoni békeszerződésig Torda-Aranyos vármegye Marosludasi járásához tartozott.

## Népessége
2002-ben 13 lakosa volt, ebből 13 román nemzetiségű.

## Vallások
A falu lakói közül 10-en ortodox hitűek.